# Razambek Jamalov
Razambek Jamalov (Jasaviurt, Rusia, 1 de junio de 1998) es un deportista uzbeko de origen checheno que compite en lucha libre. Participó en los Juegos Olímpicos de París 2024, obteniendo una medalla de oro en la categoría de 74 kg.

## Palmarés internacional
| Juegos Olímpicos | Juegos Olímpicos | Juegos Olímpicos | Juegos Olímpicos |
| Año              | Lugar            | Medalla          | Categoría        |
| ---------------- | ---------------- | ---------------- | ---------------- |
| 2024             | París (Francia)  | Medalla de oro   | 74 kg            |